# Two Little Imps
Two Little Imps è un film muto del 1917 diretto da Kenean Buel.

## Trama
Le piccole Jane e Katherine vengono affidate allo zio Billy quando la loro mamma deve lasciarle al villaggio di vacanze estive. I problemi iniziano quando lo zio si innamora di Betty Murray e le ragazzine danno sfogo alla loro natura di discole. Betty abita in albergo con suo padre William. Suo fratello Bob, un ragazzo dissoluto, è caduto sotto l'influenza di Monk, un tipo che vive di espedienti, che gli ordina di rubare nella suite del padre. Ma Bob rifiuta di farlo e Monk, aiutato da un suo complice, lo colpisce, facendolo cadere svenuto. I due ladri si rifugiano nella stanza di zio Billy, dove però sono catturati da Betty che tira in testa a Monk un ferro da stiro. Al ritorno della madre delle sorelline, tutto si ricompone e zio Billy è libero di sposare la sua Betty.

## Produzione
Il film fu prodotto dalla Fox Film Corporation.

## Distribuzione
Distribuito dalla Fox Film Corporation, il film uscì nelle sale cinematografiche USA l'8 luglio 1917. In Francia, dove uscì il 17 ottobre 1919, prese il titolo di Deux Petits Diables.